# Oscar Hanke

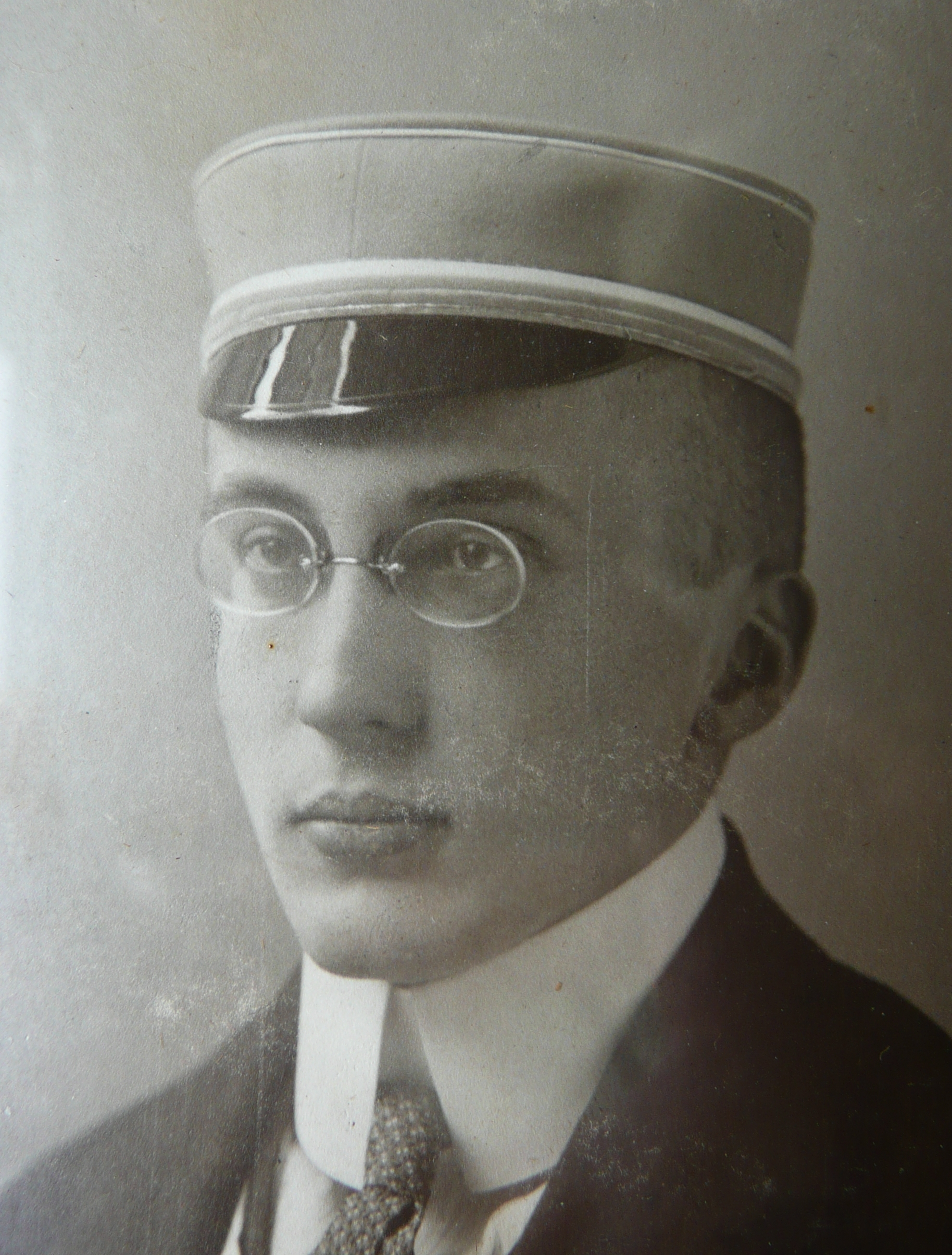
Oscar Hanke als Student (1914)

Oscar Hanke (* 5. September 1893 in Löwenberg in Schlesien; † 14. April 1988 in Bad Arolsen) war Landrat.

## Leben
Hanke wuchs in Löwenberg auf und macht dort im Frühjahr 1913 sein Abitur. Danach studierte er zunächst im Sommer 1913 an der Universität Heidelberg und anschließend an der Universität Breslau Rechtswissenschaft. In der Breslauer Zeit war er beim Corps Silesia aktiv.
Mit Ausbruch des Ersten Weltkriegs meldete sich Hanke als Freiwilliger bei einem Artillerie-Regiment, wurde aber bereits nach kurzer Zeit wegen Fehlsichtigkeit entlassen, woraufhin er weiter studierte. 1916 beendete er sein Studium mit dem ersten juristischen Staatsexamen. Während der Referendarzeit promovierte er zum Dr. iur. Nach dem 1920 abgelegten zweiten juristischen Staatsexamen war er ein Jahr lang Dezernent der Regierung in Gumbinnen. 1921 bis 1945 war er in der elterlichen Fabrik in Löwenberg, Mühlen-Werken und Malzfabriken, tätig.
1945 floh er mit seiner Familie nach Waldeck und wurde im Mai 1945 mit der kommissarischen Geschäftsführung der Kreisverwaltung in Korbach betraut. 1946 wurde er zum Landrat des Landkreises Waldeck gewählt und hatte dieses Amt bis zu seiner Pensionierung 1963 inne.

## Leistungen
Hanke engagierte sich besonders für den Bau von Schulen. Er konnte erreichen, dass in Korbach und Bad Wildungen Kreisberufsschulen und in Arolsen und Bad Wildungen höhere Schulen neu errichtet wurden. Außerdem initiierte er den Bau eines Kinderkurheimes auf Norderney und einer Jugendherberge am Edersee.
Für seine politische Tätigkeit wurde ihm 1970 das Große Bundesverdienstkreuz verliehen. Außerdem war er Träger der Freiherr-vom-Stein-Plakette.